# 仲手原
仲手原（なかてはら）は、神奈川県横浜市港北区の町名。現行行政地名は仲手原一丁目から仲手原二丁目。住居表示実施済区域。地名の由来は篠原町内の小字から。

## 地理
港北区の南東部に位置し、南に篠原台町、西に篠原西町、北西に篠原東、北東に菊名、東に神奈川区大口仲町と西大口、南東に白幡向町と接している。

### 地価
住宅地の地価は、2025年（令和7年）1月1日の公示地価によると、仲手原二丁目29-28の地点で36万5000円/m²となっている。

## 歴史

### 沿革
- 1970年（昭和45年）6月1日 - 住居表示を実施にともない、篠原町、神奈川区松見町、白幡町、白幡向町の各一部を分離し、仲手原一丁目、仲手原二丁目を新設[7]。
- 1994年（平成6年）11月6日 - 行政区の再編成にともない、港北区を再配置。横浜市港北区仲手原一丁目、仲手原二丁目となる[8]。

### 町名の変遷
| 実施後       | 実施年月日               | 実施前（各町名ともその一部）               |
| ------------ | ------------------------ | ------------------------------------------ |
| 仲手原一丁目 | 1970年（昭和45年）6月1日 | 篠原町、神奈川区松見町、白幡向町（各一部） |
| 仲手原二丁目 | 1970年（昭和45年）6月1日 | 篠原町、神奈川区白幡町（各一部）           |

## 世帯数と人口
2025年（令和7年）6月30日現在（横浜市発表）の世帯数と人口は以下の通りである。
| 丁目         | 世帯数    | 人口    |
| ------------ | --------- | ------- |
| 仲手原一丁目 | 1,733世帯 | 3,247人 |
| 仲手原二丁目 | 2,015世帯 | 3,541人 |
| 計           | 3,761世帯 | 6,821人 |

### 人口の変遷
国勢調査による人口の推移。
| 年                 | 人口  |
| ------------------ | ----- |
| 1995年（平成7年）  | 6,780 |
| 2000年（平成12年） | 6,964 |
| 2005年（平成17年） | 6,887 |
| 2010年（平成22年） | 6,843 |
| 2015年（平成27年） | 6,774 |
| 2020年（令和2年）  | 6,972 |

### 世帯数の変遷
国勢調査による世帯数の推移。
| 年                 | 世帯数 |
| ------------------ | ------ |
| 1995年（平成7年）  | 3,126  |
| 2000年（平成12年） | 3,289  |
| 2005年（平成17年） | 3,409  |
| 2010年（平成22年） | 3,545  |
| 2015年（平成27年） | 3,531  |
| 2020年（令和2年）  | 3,747  |

## 学区
市立小・中学校に通う場合、学区は以下の通りとなる（2024年11月時点）。
| 丁目         | 番・番地等                                 | 小学校             | 中学校               |
| ------------ | ------------------------------------------ | ------------------ | -------------------- |
| 仲手原一丁目 | 14〜17番 18番45・46号 19番1〜14号 20〜27番 | 横浜市立港北小学校 | 横浜市立神奈川中学校 |
| 仲手原一丁目 | 1〜13番 18番1〜44号 19番15〜51号           | 横浜市立白幡小学校 | 横浜市立神奈川中学校 |
| 仲手原二丁目 | 全域                                       | 横浜市立白幡小学校 | 横浜市立神奈川中学校 |

## 事業所
2021年（令和3年）現在の経済センサス調査による事業所数と従業員数は以下の通りである。
| 丁目         | 事業所数 | 従業員数 |
| ------------ | -------- | -------- |
| 仲手原一丁目 | 22事業所 | 54人     |
| 仲手原二丁目 | 76事業所 | 520人    |
| 計           | 98事業所 | 574人    |

### 事業者数の変遷
経済センサスによる事業所数の推移。
| 年                 | 事業者数 |
| ------------------ | -------- |
| 2016年（平成28年） | 99       |
| 2021年（令和3年）  | 98       |

### 従業員数の変遷
経済センサスによる従業員数の推移。
| 年                 | 従業員数 |
| ------------------ | -------- |
| 2016年（平成28年） | 557      |
| 2021年（令和3年）  | 574      |

## 施設
- 武相中学校・高等学校
- 慈雲寺 (横浜市)
- 港北警察署 仲手原交番

## その他

### 日本郵便
- 郵便番号 : 222-0023[3]（集配局：港北郵便局[18]）

### 警察
町内の警察の管轄区域は以下の通りである。
| 丁目         | 番・番地等 | 警察署     | 交番・駐在所 |
| ------------ | ---------- | ---------- | ------------ |
| 仲手原一丁目 | 全域       | 港北警察署 | 仲手原交番   |
| 仲手原二丁目 | 全域       | 港北警察署 | 仲手原交番   |